# Гена
Гена (元和) је јапанска ера (ненко) која је настала после Кеичо и пре Канеи ере. Временски је трајала од јула 1615. до фебруара 1624. године и била је прва која је припадала Едо периоду. Владајући монарх био је цар Го Мизуно. Име ере промењено је како би се обележио долазак новог цара Го Мизуна на власт али и ратних догађаја попут опсаде замка Осаке. Ова опсада обухвата серију битака коју је водио Токугава шогунат против клана Тојотоми који се завршио потпуним уништењем војске Тојотомија. Ове борбе подељене су у две кампање: зимску и летњу, које су трајале од 1614. до 1615. године. Овај период борби назива се и Гена примирје по ери у којој се сукоб коначно завршио.
Само име ере - Гена значи "почетак слоге".

## Важнији догађаји Гена ере
- 1615. (Гена 1): Токугава Ијејасу и његов син шогун Хидетада нападају замак Осака у коначном дуелу против клана Тојотоми, али Хидејори успева да побегне у Сацуму где је унапред припремио уточиште.[4]
- 1. септембар 1615. (Гена 1, девети дан седмог месеца): Ијејасу руши храм Хотоку.[5]
- 20. септембар 1615. (Гена 1, двадесетосми дан седмог месеца): Ијејасу поставља на снагу Гена реи у 17 тачака.[5]
- 1. јун 1616. (Гена 2, седамнаести дан четвртог месеца): Ијејасу умире у провинцији Суруга.[4]
- 25. септембар 1617. (Гена 3, двадесетшести дан осмог месеца): Умире бивши цар Го Јозеи.[4]
- 1618. (Гена 4, осми месец): Појава комете на небу.[4]
- 5. јул 1620. (Гена 6, шести дан шестог месеца): Цар се жени са Токугава Казуко, ћерком шогуна Хидетаде.[6]
- 1620. (Гена 6): Избија неколико пожара у Микајоу.[4]
- 6. септембар 1623. (Гена 9, дванаести дан осмог месеца): Бакуфу подиже годишњи буџет за потребе царског двора на 10.000 кокуа.[5]
- 1623. (Гена 9): Токугава Ијемицу, син Хидетаде, долази на царски двор где је званично именован за шогуна.[4]